# Timbre-loterie
Le timbre-loterie est une émission de fin d'année au Japon, dont les deux timbres-poste portant un numéro rouge ouvre le droit de participer à un tirage au sort de cadeaux organisé par la poste japonaise.

## Historique
La poste du Japon émet des timbres pour le courrier de vœu du nouvel an en 1935 et en 1936. Le premier représente le mont Fuji.
Depuis 1948, l'émission est annuelle. Dès fin 1949, le timbre représente le signe astrologique chinois qui correspond à l'année à venir (le tigre en 1950) sous la forme d'une scène vivante ou de statuettes de papier mâché. Ce thème alterne avec des images d'objets traditionnels ou de jouets.
En novembre 1989, l'émission habituelle des deux timbres (un pour la carte postale, un pour la lettre simple) est doublée de deux nouveaux timbres : reprenant le même dessin sur un timbre dentelé plus grand, ils portent un numéro. Mi-janvier, la poste tire au sort et répartit des lots entre les possesseurs de ces timbres qu'ils soient acheteurs des timbres ou qu'ils l'aient reçu avec une carte de vœu. La vente des timbres-loterie se fait au profit d'associations caritatives.

## Carte-loterie
Des cartes postales de vœu sont également vendues depuis 1949. Elles portent également les numéros de loterie valables pour le tirage du 15 janvier. Par habitude, toute carte de vœu postée entre le 15 et le 28 décembre sont délivrées par la poste le 1er janvier.

## Tirage
Tirage des timbres et cartes portant un numéro pour la loterie du nouvel an, d'après les pages de résultats sur le site de la poste japonaise.
- Novembre 2004-janvier 2005 : 4 367 740 cartes et 53,5 millions de timbres
- Novembre 2005-janvier 2006 : 4 085 000 cartes et 23,2 millions de timbres